# Bactrocera breviaculeus
Bactrocera breviaculeus
 es una especie de díptero que Hardy describió por primera vez en 1951. Bactrocera breviaculeus pertenece al género Bactrocera de la familia Tephritidae.